# Eucinetus terminalis
Eucinetus terminalis is een keversoort uit de familie buitelkevers (Eucinetidae). De wetenschappelijke naam van de soort werd in 1853 gepubliceerd door John Lawrence LeConte.